# Sinsen (metrostation)
Sinsen is een metrostation in de Noorse hoofdstad Oslo. Het station werd geopend op 20 augustus 2006 en wordt bediend door de lijnen 4 en 5 van de metro van Oslo.